# Suspense (ラジオドラマシリーズ)
Suspense (サスペンス）は1942年から1962年までアメリカでCBSによって放送された英語ラジオドラマのシリーズ。約945話が放送されて、毎話ごと30分。
| スタブアイコン | サブスタブ | この項目は、まだ閲覧者の調べものの参照としては役立たない、ラジオ番組に関連した書きかけの項目です。この項目を加筆・訂正などしてくださる協力者を求めています（P:ラジオ/PJ:放送番組）。 |